# Sansone (film 1923)
Sansone è un film del 1923 diretto da Torello Rolli.

## Altre versioni
L'opera teatrale di Henri Bernstein venne portata varie volte sullo schermo:
- Samson di  Edgar Lewis (1915)
- Sansone di  Torello Rolli  (1923)
- Sansone di Maurice Tourneur, (1936)